# Крюйс Корнелій Іванович
Крюйс Корнелій Іванович (Cruis; 14(04).06.1657 — 14(03).06. 1727) — моряк, адміністратор, гідрограф, адмірал (1721).
Народився в містечку Ставангер (Норвегія) у сім'ї голландських переселенців. З юних літ плавав на торгових суднах, 20 років перебував у королівському флоті (штатгальтер Республіки Сполучених провінцій (1672—1702) Вільгельм III Оранський був також королем Англії та Шотландії; 1689—1702), командував кораблями, став обер-екіпажмейстером Амстердамського порту. 1698 (1697) взятий російським царем Петром I на службу в порту затоки Зюрдерзее Північного моря в чині старшого віцеадмірала. Допомагав цареві вербувати іноземних морських фахівців. Склав правила поводження на російському флоті (т. зв. Статті Крюйса), організовував спорудження адміралтейства у Воронежі (нині місто у РФ), потім обладнував гавань у Таганрозі (нині місто Ростовської обл., РФ), зміцнював фортецю Азов, створював Азовську ескадру.
1699 у ранзі командира судна «Благое начало» та помічником командувача флотилії брав участь в очоленому царем Петром I Керченському поході («морской воинский караван»), склав нотатки про експедицію від Воронежа до Таганрога, Азова та Керчі, атлас р. Дон із картами Азовського й Чорного морів. Спеціально описав українські козацькі човни (див. Чайка).
До 1701 облаштовував азовські судна, від 1702 переведений на Біле море до м. Архангельськ (нині місто у РФ), займався наймом у Голландії майстрів корабельної справи для Російської держави. 1704 командував першим російським Балтійським флотом під час захисту Санкт-Петербурга від шведських військ, 1707 обіймав посаду заст. адміралтейського президента, 1708 зупинив наступ противника.
1710 повернувся до Воронежа та Азова. 1711 командував кораблем «Меркуриус» та азовським загоном на російсько-турецькій війні 1710—1713. Потому знову на Балтиці.
За невдале керування тамтешньою кампанією 1713 у Північній війні 1700—1721 був засуджений 1714 на смерть, але помилуваний і засланий до Казані (нині столиця Татарстану, РФ).
1715 відновлений на службі, виконував обов'язки флотського генерал-інтенданта, завідував кораблебудуванням, магазинами, ластовими (вантажними) суднами. 1717 відряджений для оборони Ревеля (нині м. Таллінн — столиця Естонії), наприкінці того ж року призначений віцепрезидентом щойно сформованої Адміралтейств-колегії (за відсутності в ній 1722 генерал-адміралів Ф.Апраксіна керував флотом і всіма портами Російської імперії, запровадив регулярні відомчі метеорологічні спостереження).
Помер у місті Санкт-Петербург. За заповітом похований в Амстердамі (Нідерланди).